# 509-E
509-E é um grupo de rap brasileiro. Formado por Dexter e Afro-X enquanto estavam no Casa de Detenção de São Paulo, foi dissolvido em 2003, quando os músicos decidiram seguir carreira solo.
Em 2019 os rappers Dexter e Afro-X, decidiram retomar as atividades do grupo para uma turnê e logo após Dexter anunciou a sua saída do grupo.

## Carreira

### Início
O grupo foi formado por Dexter e Afro-X, dois jovens pobres, nascidos na Vila Calux, periferia violenta de São Bernardo do Campo, na região do ABC paulista. Em 1990, cada um montou seu grupo de rap: O de Dexter era o Snake Boys e o de Afro X era o Suburbanos. Foi também nessa época que eles começaram a se envolver com o crime. Em 1994, Afro X foi preso por assalto a mão armada e em 98, Dexter também foi preso. Presos e condenados a mais de 10 anos de prisão pelo crime previsto no artigo 157 (assalto à mão armada) do Código Penal, os dois se envolveram com a música dentro da penitenciária, Dexter como integrante do Tribunal Popular e Afro-X como vocal do Suburbanos.
O nome do grupo veio da cela que dividiam no quinto andar do pavilhão 7 da Casa de Detenção. Eles se tornaram os porta-vozes de todos aqueles que sofriam encarcerados no Brasil ao abordarem em suas letras o cotidiano violento da periferia e das penitenciárias. Foi através do selo Só Rap, da gravadora Atração, que o álbum de estreia do 509-E, batizado de Provérbios 13, foi lançado com 12 faixas, no segundo trimestre de 2000. O álbum foi gravado em quatro saídas da cadeia. Além do talento dos dois nos vocais, o time de produtores do Provérbios 13, formado por Mano Brown e Edi Rock (ambos do Racionais MC's), DJ Hum (parceiro de Thaíde) e por MV Bill conseguiu promover o grupo. Também contaram com o apoio da "Madrinha dos Presos", a atriz Sophia Bisilliat, idealizadora do projeto “Talentos Aprisionados”, uma iniciativa do sistema prisional do Estado de São Paulo. Provérbios 13 vendeu 90 mil cópias oficiais, sem contar os discos piratas.
Antes disso, eles gravaram a faixa "Barril de Pólvora", no disco Brazil 1: Escadinha Fazendo Justiça com as Próprias Mãos, lançado pelo ex-bandido carioca e também detento José Carlos dos Reis Encina, mais conhecido como "Escadinha". Naquela época, dezembro de 1999, a dupla era conhecida como Linha de Frente.
Em agosto, o 509-E foi apresentado ao Brasil, quando disputou com o clipe de "Só os fortes" duas categorias, de Melhor Vídeo de Rap e Escolha da Audiência, no Video Music Brasil, da MTV. A vitória não veio, mas o espaço dado ao grupo abriu várias portas para Dexter e Afro-X. A consagração aconteceu no dia 14 de novembro de 2000, quando o 509-E levou o prêmio HUTÚZ de grupo revelação do ano. A ida dos rappers paulistas até um teatro no Rio de Janeiro para receber a premiação, com direito a ponte aérea e tudo, fez com que a Rede Globo produzisse duas matérias sobre o trabalho musical de Dexter e Afro-X. O grupo, no entanto, estava no seu auge quando as coisas começaram a piorar. Convidados para um debate na Rede Globo, a dupla despertou a atenção das autoridades em função do conteúdo das letras de suas músicas. Tornaram-se inimigos dos policiais, principalmente após a rebelião que resultou na extinção do Carandiru. Após esse episódio, o grupo foi proibido de fazer shows na rua.
Após um tempo, Afro-X foi libertado e o 509-E lançou seu segundo e último trabalho, MMII DC (2002 Depois de Cristo). Os dois integrantes começaram a se desentender criativamente e o grupo terminou em 2003. Sobre o fim do grupo, o rapper Dexter afirmou:
O 509-E acabou por vários motivos. Um grupo de RAP é como uma igreja, a partir do momento que você não concorda com aquela doutrina e aquilo te incomoda, você muda de igreja, porém, seu Deus vai continuar sendo o mesmo e estará dentro do seu coração. Você só vai mudar de placa, mas a sua essência continuará sendo a mesma. Depois que o Afro-X foi pra rua, algumas coisas mudaram e naturalmente nos afastamos um do outro. Ele passou a falar de coisas que estava vivendo no momento, que é natural. E eu, continuei falando das mesmas coisas que já havia falado nos outros discos, porém, de um outro jeito, é lógico. Ideologicamente falando, nos distanciamos também, o barato começou a me incomodar e optei pelo fim do grupo.
Posteriormente, Dexter seguiu carreira solo e lançou dois álbuns; Afro-X permaneceu por algum tempo no rap, afastou-se e voltou novamente, se casou com a cantora Simony, e se tornou educador.
Em 2009, foi lançado um documentário sobre o 509-E, chamado Entre a Luz e a Sombra. Dirigido por Luciana Burlamaqui, ele aborda a violência no Brasil a partir da formação da dupla Dexter e Afro-X dentro do Carandiru. Lançado em novembro de 2009, recebeu o prêmio da 4ª Mostra Cinema e Direitos Humanos na América do Sul.

### Retorno
Amigos de infância, Dexter e Afro-X ficaram mais de dez anos sem se falar. Após 16 anos, em 2019, a dupla retornou aos palcos para uma série de shows para celebrar os 20 anos de parceria, denominada "Vivos". O primeiro show foi realizado em São Paulo, em 24 de agosto, no Audio Club.
No fim, Dexter preferiu seguir carreira solo e Afro-X efetivou então o irmão, Bad, formando a nova dupla do 509-E. Em dezembro do mesmo ano sai “A Segunda Chance”, acompanhada de videoclipe.
Em março de 2021, lançam o single "A Liberdade Cantou".
Em outubro de 2022, se unem ao cantor e compositor Hyldon para lançar o single e clipe de “Liberdade Pra Sonhar”.

## Discografia
- Provérbios 13 (2000)
- MMII DC (2002 Depois de Cristo) (2002)

## Prêmios
| Ano  | Prêmio       | Categoria | Ref    |
| ---- | ------------ | --------- | ------ |
| 2000 | Prêmio Hutúz | Revelação | [ 25 ] |